# Goranboy (Rayon)
Goranboy ist ein Rayon in Aserbaidschan. Hauptstadt des Bezirks ist die Stadt Goranboy. Der südliche Teil des Gebiets war zur Sowjetzeit ein eigenständiger Rayon Schahumjan und bis zum Bergkarabachkonflikt mehrheitlich von Armeniern besiedelt. Er wird von der angrenzenden Republik Bergkarabach als Teil der Provinz Schahumjan beansprucht. Ein kleines Gebiet an der Grenze ist seit dem Bergkarabachkonflikt 1993 von der armenischen Armee besetzt. Das umstrittene Gebiet ist weiterhin vermint und die Lage angespannt, im Bezirk herrscht starke Militärpräsenz.

## Geografie
Der Rayon hat eine Fläche von 1791 km². In das Gebiet erstrecken sich Ausläufer des Großen Kaukasus. Es gibt Vorkommen an Erdöl, Gips und Ton.
Orte (Auswahl)
- Dəliməmmədli
- Goranboy (Stadt)

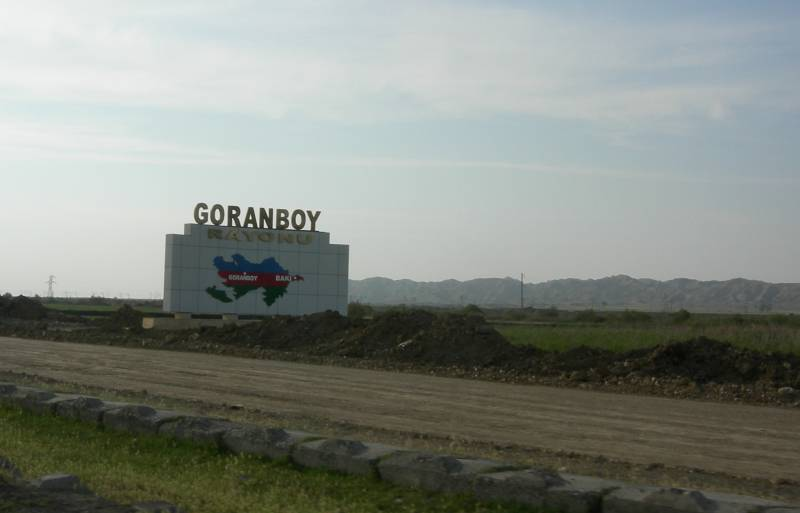
Einfahrt in den Rayon Goranboy von Osten
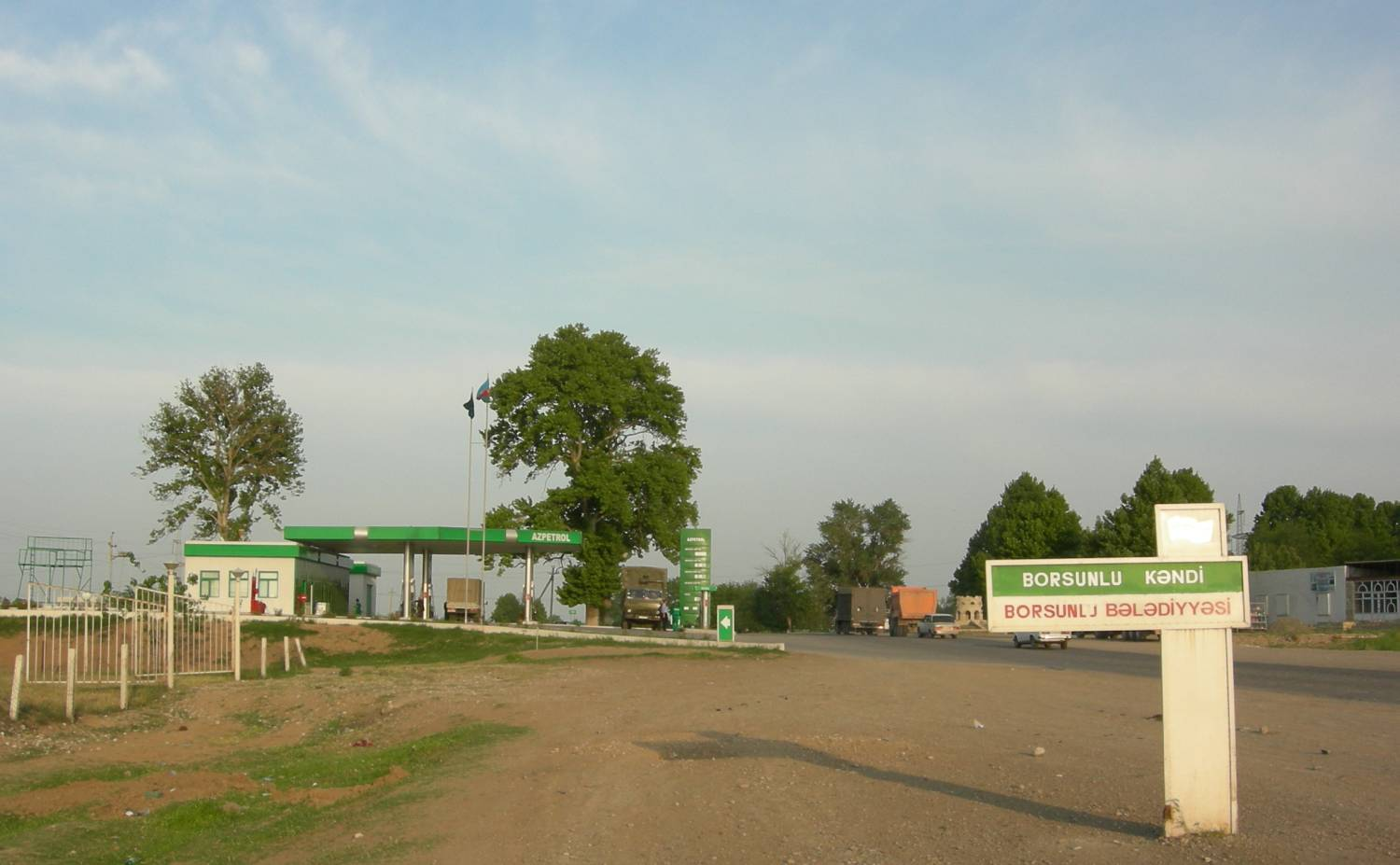
Tankstelle an der Fernstraße M2 beim Dorf Borsunlu

## Bevölkerung
Der Rayon hat 105.600 Einwohner (Stand: 2021). 2009 betrug die Einwohnerzahl 95.400. Diese verteilen sich auf die Hauptstadt und 82 weitere Orte.

## Wirtschaft
Die Region ist landwirtschaftlich geprägt. Es werden vor allem Getreide und Baumwolle angebaut.

## Persönlichkeiten
- Mikayıl Rəfili (1905–1958), Literaturwissenschaftler und Übersetzer
- Vüqar Aslanov (* 1964), Schriftsteller
- Hasrat Jafarov, Griechisch-römischer Ringer

## Sehenswürdigkeiten
Im Bezirk liegen die Ruinen der Festung von Gulistan.